# 煎釀鯪魚
煎釀鯪魚是一道著名順德菜。順德盛產淡水魚，其中鯪魚粗生易養，味道鮮美、肉質嫩滑，但多骨。煎釀鯪魚是把魚肉和魚骨起出，而留下魚頭、魚尾和皮囊，將魚肉連細魚骨剁爛釀入魚身，回復魚的形狀。此菜體現出順德菜「粗料精做」的精神。

## 做法
起出鯪魚肉，大骨不要，將魚肉切成薄片，順便將細骨切碎，再切成茸後加入鹽、胡椒粉、水打至「起膠」，加入已浸軟、切碎的臘肉、冬菇、蝦米和芫荽、葱、生粉拌勻後釀入魚身並煎熟，上桌前切成厚片，將四面煎香即成。